# Idéntico por descendencia

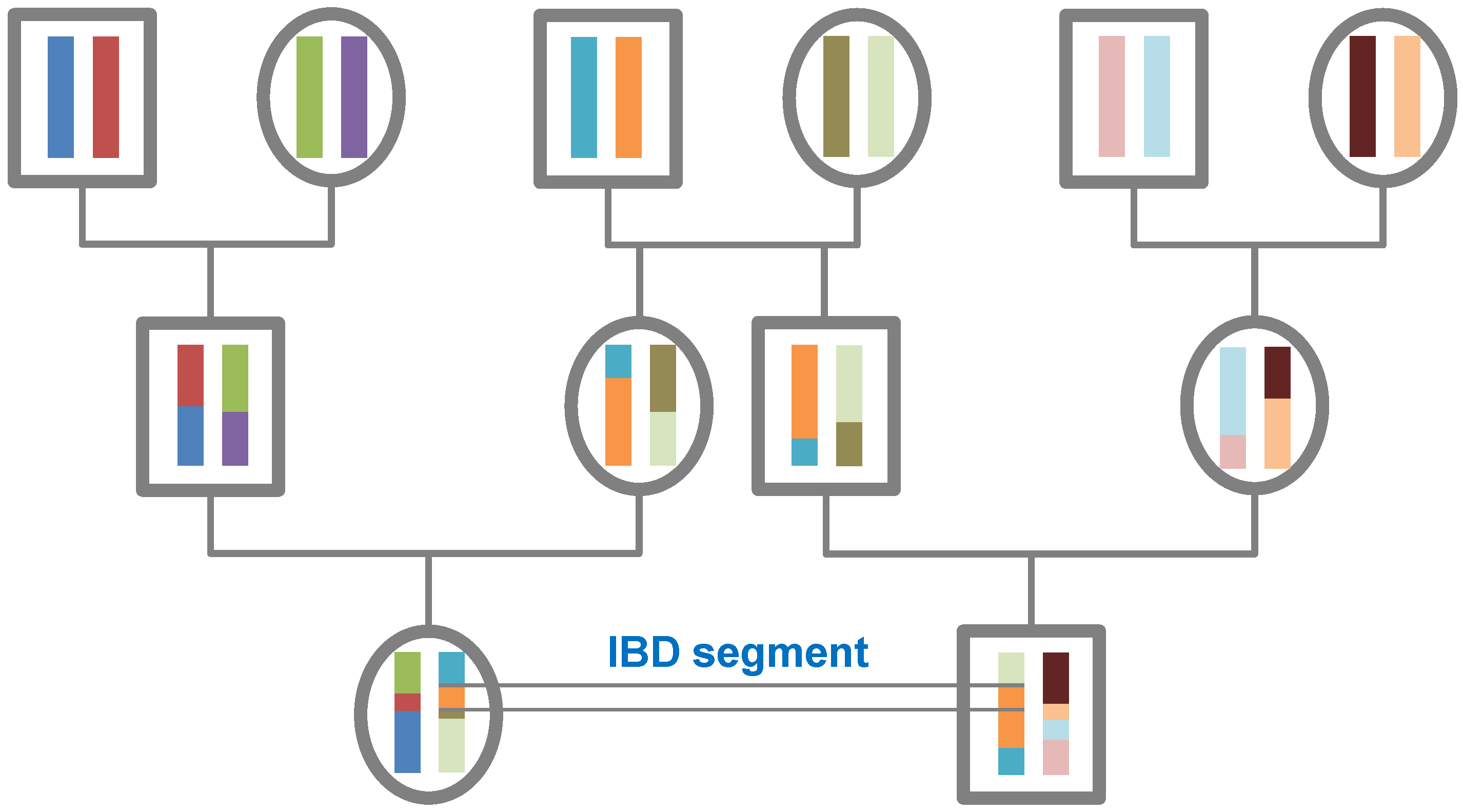
El origen de los segmentos de IBD se representa a través de un pedigrí.

Un segmento de ADN es idéntico por estado (IBS) en dos o más individuos si tienen secuencias de nucleótidos idénticas en este segmento. Un segmento de IBS es idéntico por descendencia (IBD, del inglés identical by descent) en dos o más individuos si lo han heredado de un ancestro común sin recombinación, es decir, el segmento tiene el mismo origen ancestral en estos individuos. Los segmentos de ADN que son IBD son IBS por definición, pero los segmentos que no son IBD aún pueden ser IBS debido a las mismas mutaciones en diferentes individuos o recombinaciones que no alteran el segmento. 

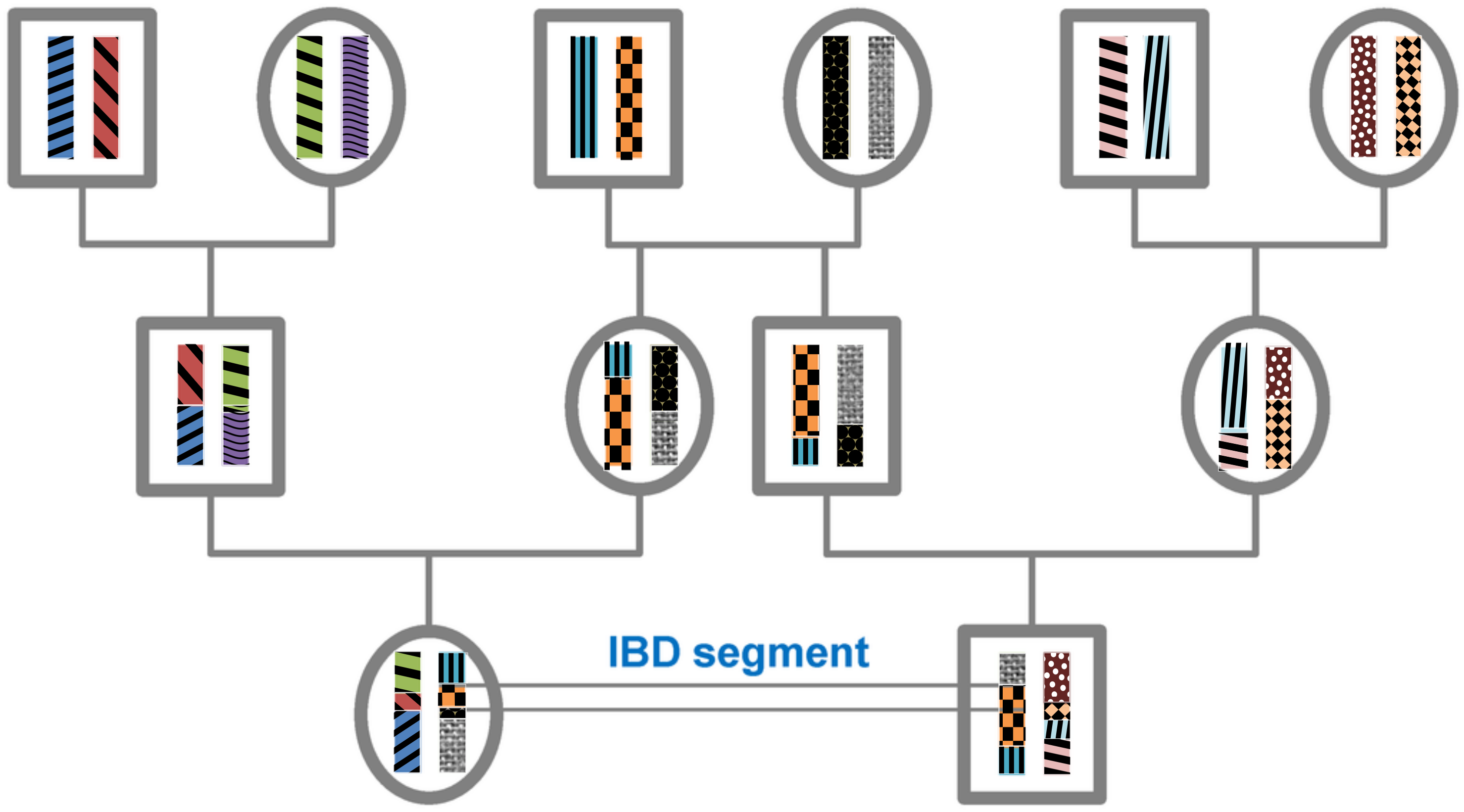
Una versión para daltónicos de esta imagen.

## Teoría
Todos los individuos en una población finita están relacionados si se remontan el tiempo suficiente y, por lo tanto, compartirán segmentos de sus genomas IBD. Durante la meiosis, los segmentos de IBD se dividen por recombinación. Por lo tanto, la longitud esperada de un segmento de IBD depende del número de generaciones desde el ancestro común más reciente en el locus del segmento. La longitud de los segmentos de IBD que resultan de un ancestro común n generaciones en el pasado (por lo tanto, involucrando 2n meiosis) se distribuye exponencialmente con la media 1/(2n) Morgans (M). El número esperado de segmentos de EII disminuye con el número de generaciones desde el ancestro común en este lugar. Para un segmento de ADN específico, la probabilidad de ser EII disminuye a 2−2n, ya que en cada meiosis la probabilidad de transmitir este segmento es 1/2.

## Aplicaciones
Los segmentos de IBD identificados se pueden usar para una amplia gama de propósitos. Como se señaló anteriormente, la cantidad (longitud y número) de compartir IBD depende de las relaciones familiares entre los individuos evaluados. Por lo tanto, una aplicación de la detección del segmento de IBD es cuantificar la relación. La medición de la relación se puede utilizar en genética forense, pero también puede aumentar la información en el mapeo de enlaces genéticos y ayudar a disminuir el sesgo por relaciones indocumentadas en estudios de asociación estándar. Otra aplicación de la IBD es la imputación de genotipos y la inferencia de fase de haplotipos. Segmentos compartidos largos de IBD, que están divididos por regiones cortas pueden ser indicativos de errores de fase. : SI 

### Mapeo de IBD
El mapeo de IBD es similar al análisis de ligamiento, pero puede realizarse sin un pedigrí conocido en una cohorte de individuos no relacionados. El mapeo de la IBD puede verse como una nueva forma de análisis de asociación que aumenta el poder de mapear genes o regiones genómicas que contienen múltiples variantes de susceptibilidad a enfermedades raras.
Utilizando datos simulados, se demostró que el mapeo de IBD tiene mayor poder que las pruebas de asociación cuando múltiples variantes raras dentro de un gen contribuyen a la susceptibilidad a la enfermedad. Mediante el mapeo de la IBD, se encontraron regiones significativas de todo el genoma en poblaciones aisladas, así como poblaciones exógenas, mientras que las pruebas de asociación estándar fallaron. Se ha utilizado el intercambio de IBD para identificar la ubicación cromosómica de un gen responsable de la colestasis intrahepática recurrente benigna en una población pesquera aislada. También se ha usado una población aislada para mapear una señal encontrada por un estudio de asociación de genoma completo (GWAS) de los niveles de esteroles de plantas (PPS) en plasma, una medida sustituta de la absorción de colesterol del intestino. Se ha identificado un posible locus de susceptibilidad para la esquizofrenia y el trastorno bipolar con datos de genotipo de muestras de casos y controles. Se ha encontrado una señal de enlace significativa en todo el genoma en un conjunto de datos de pacientes con esclerosis múltiple. También se ha utilizado el mapeo de IBD para buscar mutaciones fundadoras en muestras de cáncer.

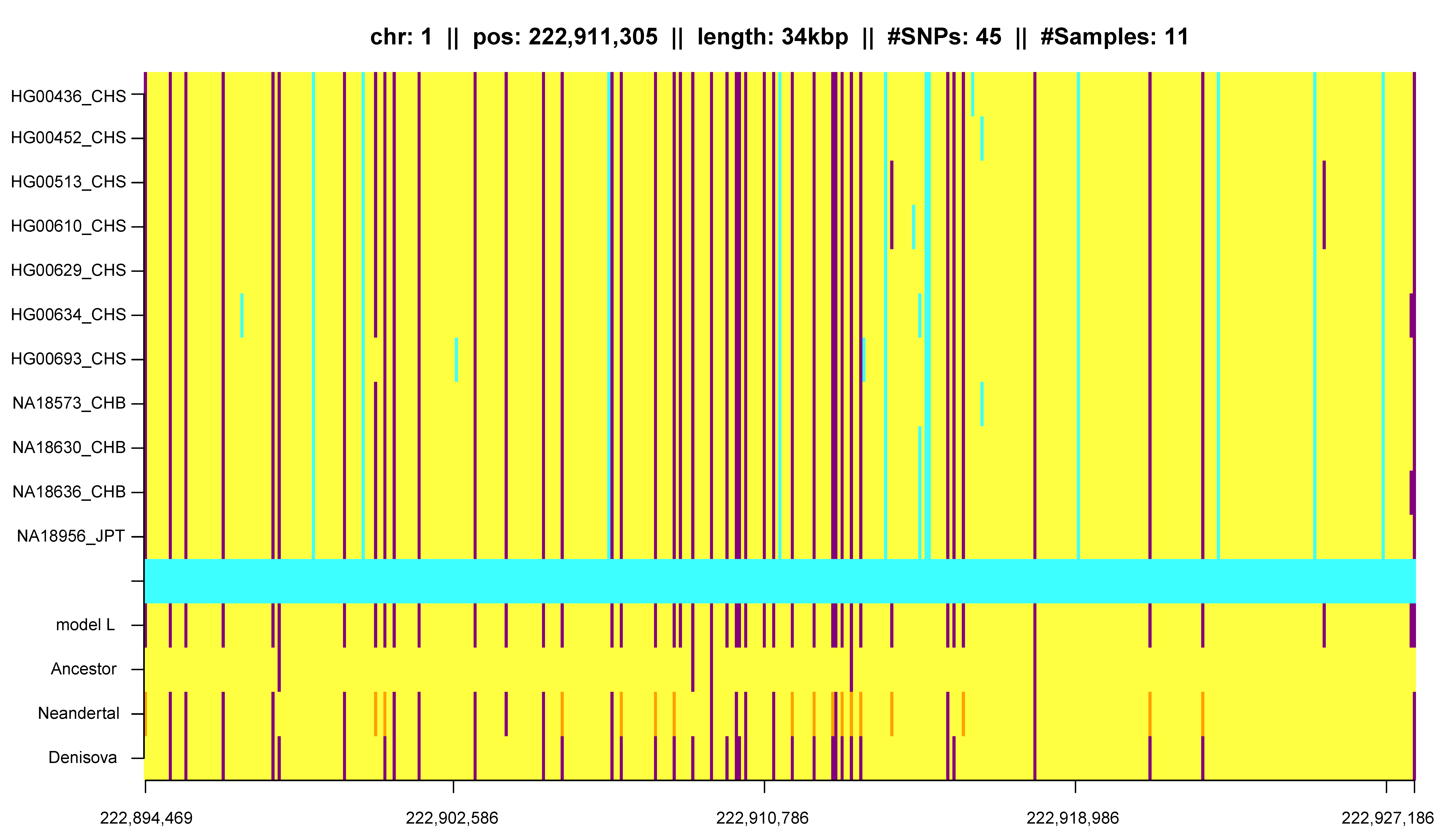
Un segmento de EII identificado por HapFABIA en genomas asiáticos. Las variantes raras de un solo nucleótido (SNV) que marcan el segmento de EII son de color púrpura. Debajo de la barra turquesa, se muestra el segmento de EII en genomas antiguos.

### IBD en genética de poblaciones
La detección de la selección natural en el genoma humano también es posible a través de segmentos de IBD detectados. La selección generalmente tenderá a aumentar el número de segmentos de IBD entre los individuos de una población. Al buscar regiones con exceso de IBD, se pueden identificar regiones en el genoma humano que han estado bajo una selección muy reciente.
Además de eso, los segmentos de IBD pueden ser útiles para medir e identificar otras influencias en la estructura de la población. Se ha demostrado que los segmentos de IBD se pueden usar con modelos adicionales para estimar el historial demográfico, incluidos los cuellos de botella y la mezcla. Utilizando modelos similares, se ha reconstruido la historia demográfica de los judíos Ashkenazi y los Maasai de Kenia. Además, se investigó las diferencias en la ascendencia africana entre las poblaciones europea, se utilizó la detección de IBD para cuantificar la ascendencia común de diferentes poblaciones europeas y de manera similar trató de sacar conclusiones de la historia genética de las poblaciones en las Américas. Se utilizó la estructura geográfica de los segmentos de IBD para estimar la dispersión dentro de Europa del Este durante los últimos siglos. Utilizando los datos de 1000 genomas, se encontraron diferencias en el intercambio de IBD entre poblaciones africanas, asiáticas y europeas, así como en segmentos de IBD que se comparten con genomas antiguos como el Neanderthal o Denisova.

## Métodos y software
Programas para la detección de segmentos de IBD en individuos no relacionados: 
- RAPID: Identidad ultrarrápida por detección de descenso en cohortes a escala de biobanco utilizando la transformación de madriguera posicional[32]
- Parente: identifica segmentos de IBD entre pares de individuos en datos de genotipo sin fase[33]
- BEAGLE/fastIBD: encuentra segmentos de IBD entre pares de individuos en datos SNP de todo el genoma[34]
- BEAGLE/RefinedIBD: encuentra segmentos de IBD en pares de individuos usando un método de hash y evalúa su significado a través de una razón de probabilidad[35]
- IBDseq: detecta segmentos de IBD por pares en la secuencia de datos[36]
- GERMLINE: descubre en segmentos de IBD de tiempo lineal en pares de individuos[5]
- DASH: se basa en segmentos de IBD por parejas para inferir grupos de individuos que probablemente compartan un solo haplotipo[15]
- PLINK: es un conjunto de herramientas para la asociación del genoma completo y análisis de ligamiento basados en la población que incluye un método para la detección de segmentos de IBD por parejas[6]
- Relacionar: estima la probabilidad de IBD entre pares de individuos en un locus específico utilizando SNP[3]
- MCMC_IBDfinder: se basa en la cadena de Markov Monte Carlo (MCMC) para encontrar segmentos de IBD en múltiples individuos[37]
- IBD-Groupon: detecta segmentos de IBD grupales basados en relaciones de IBD por pares[38]
- HapFABIA: identifica segmentos muy cortos de IBD caracterizados por variantes raras en grandes datos de secuenciación simultánea en múltiples individuos[13]